# Čičmany
Čičmany (węg. Csicsmány, niem. Zimmermannshau) – wieś (obec) na Słowacji położona w kraju żylińskim, w powiecie Żylina.
Wieś jest ośrodkiem narciarskim, posiada kilka wyciągów orczykowych. W miejscowości znajdują się także: barokowy kościół, dwór oraz skansen architektury ludowej (Skansen w Čičmanach), funkcjonujący od 1977 roku jako oddział Muzeum Regionu Poważskiego w Żylinie (Považské múzeum v Žiline), a utworzony ze względu na unikatową zabudowę wsi, którą tworzą dekorowane białymi wzorami drewniane domy.

## Historia
Čičmany to stara wieś, wzmiankowana jako Cziczman już z 1272 r. Rozwijała się systematycznie, w 1784 r. miała 126 domów i 1275 mieszkańców, którzy zajmowali się głównie hodowlą owiec i wyrobem bryndzy. W sezonie część z nich wędrowała na do prac polowych na Nizinę Naddunajską. W zimie mężczyźni zajmowali się pracą w lasach. Zajmowano się różnymi rzemiosłami, m.in. powszechnie produkowano po chałupach słynne cziczmańskie papucie, rozprowadzane później na targach i jarmarkach w rozległej okolicy, aż po Żylinę.

## Demografia
Według danych z dnia 31 grudnia 2016, wieś zamieszkiwało 131 osób, w tym 68 kobiet i 63 mężczyzn.
W 2001 roku rozkład populacji względem narodowości i przynależności etnicznej wyglądał następująco:
- Słowacy – 99,56%
- Niemcy – 0,44%

## Budownictwo
Projekt čičmańskiego gospodarstwa stworzył na wystawę w Pradze (1895) Dušan Jurkovič, on także opracował projekty budynków po pożarze wsi w 1921 roku.
Zespół 136 domów w Čičmanach objęto w latach 70. XX wieku opieką konserwatorską ze względu na tradycyjne techniki budowy oraz unikatową białą ornamentykę ścian. Ustna tradycja przekazuje, że sposobu na uniknięcie nagrzewania się domów poprzez malowanie ich na biało wapnem, nauczyli mieszkańców w XIV wieku bułgarscy osadnicy. Inne uzasadnienia celu i symboliki wzorów odnoszą się m.in. do powiązania ich z lokalnym strojem ludowym oraz do zabiegów apotropeicznych stosowanych przez Słowian także w budownictwie.
Po wielu pożarach i współcześnie dokonywanych zmianach w zabudowie wsi, ostatecznie od wdrożenia ochrony, najstarsze budynki mają nie więcej niż 200 lat. W kilku z nich znajdują się ekspozycje muzealne prezentujące etnografię tego regionu, jest też księgarnia i sklepiki z pamiątkami; reszta to budynki prywatne możliwe do oglądania tylko z zewnątrz.

### Budynki (wybór)
- Dom Radena (nr 137) – rekonstrukcja po pożarze w latach 50. XX wieku; muzeum
- Dom Ondreja Gregora – pocz. XX wieku
- Dom Jokľovce (nieistniejący) – do 1937 we wsi, przewieziony następnie do Pragi, gdzie wkrótce spłonął.

### Ornamentyka
W XIX wieku białym osadem wapiennym lub gliną malowano ściany oszczędnie – geometryczne wzory pojawiały się przede wszystkim w narożnikach, gdzie belki łączyły się ze sobą. Prawdopodobnie łączyły w sobie funkcję praktyczną (zmniejszenie nagrzewania się ścian) i ochronną (symbole miały chronić przed nieszczęściem).
Obecnie wzory mają swoje korzenie w zmianach jakie zaszły we wzornictwie po wielkim pożarze wsi w 1921 roku i bardziej nawiązują do haftów w tradycyjnym stroju čičmańskim. Jeśli ornamenty bledną, są przemalowywane przez gospodynie. Bardzo rzadko używa się też do dekoracji wapna ze względu na dostępność i wytrzymałość farb lateksowych.
W czasie Letnich Igrzysk Olimpijskich w Londynie 2012, reprezentacja Słowacji jako motyw przewodni swoich strojów, gadżetów itp., wybrała właśnie stylizowany ornament z budownictwa w Čičmanach.

## Galeria

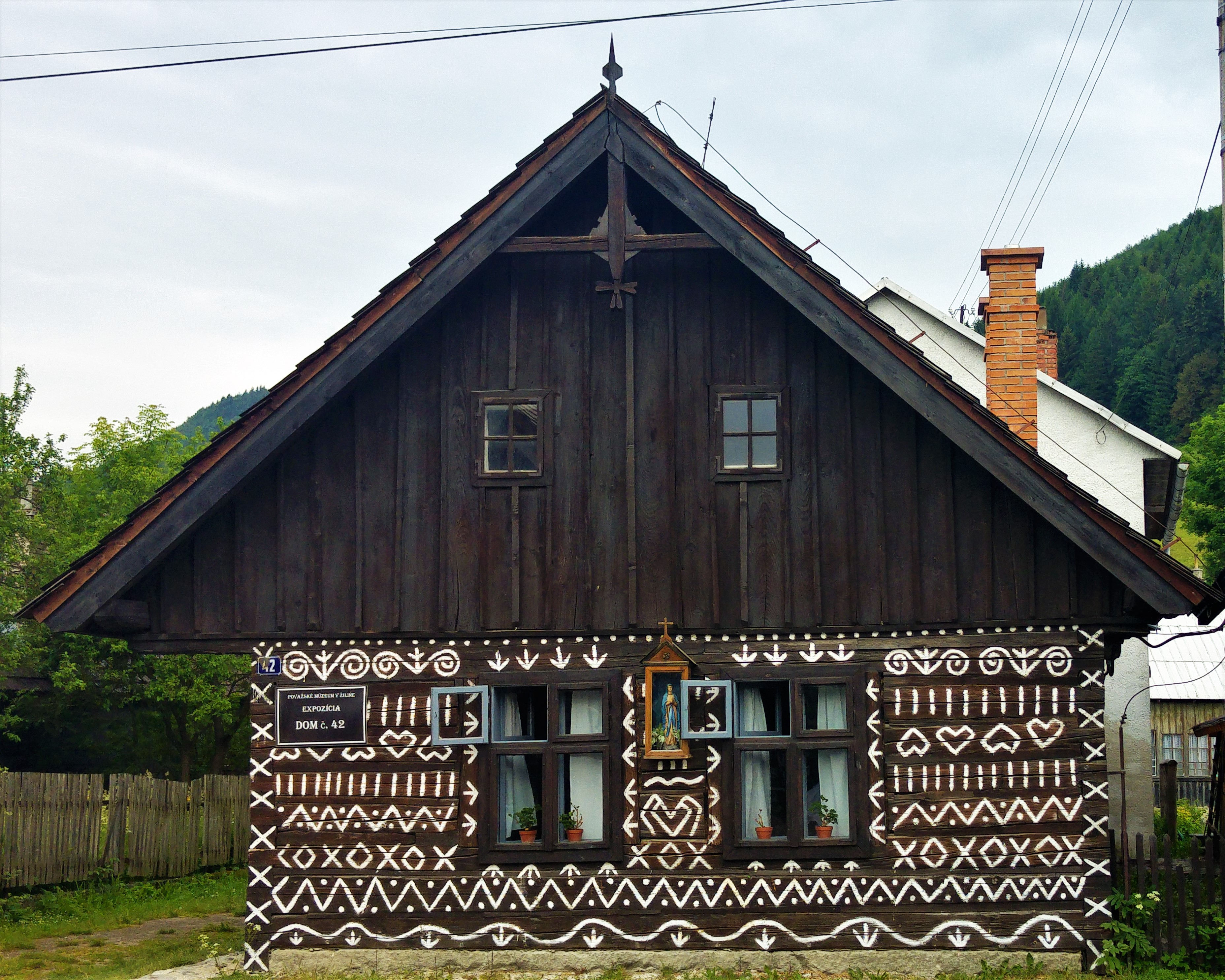
Dom z charakterystycznymi ornamentami
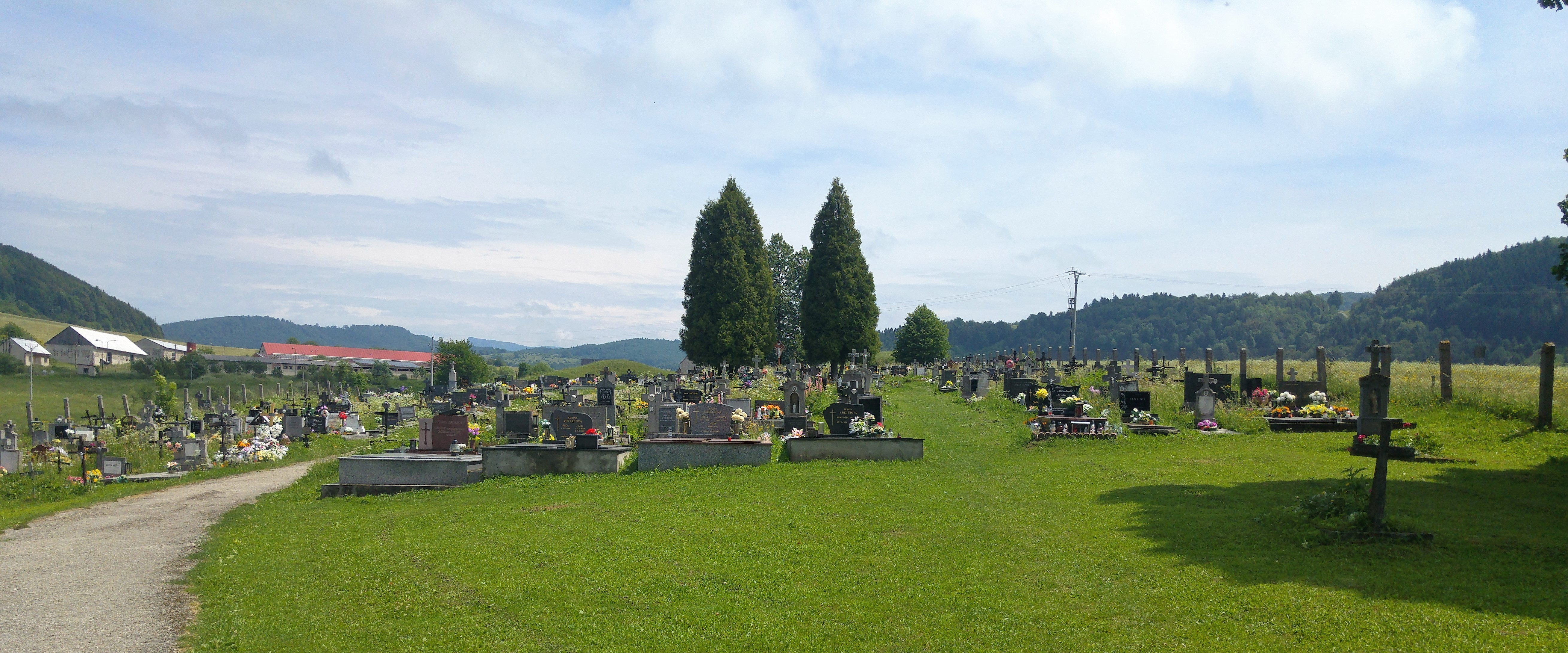
Widok na cmentarz
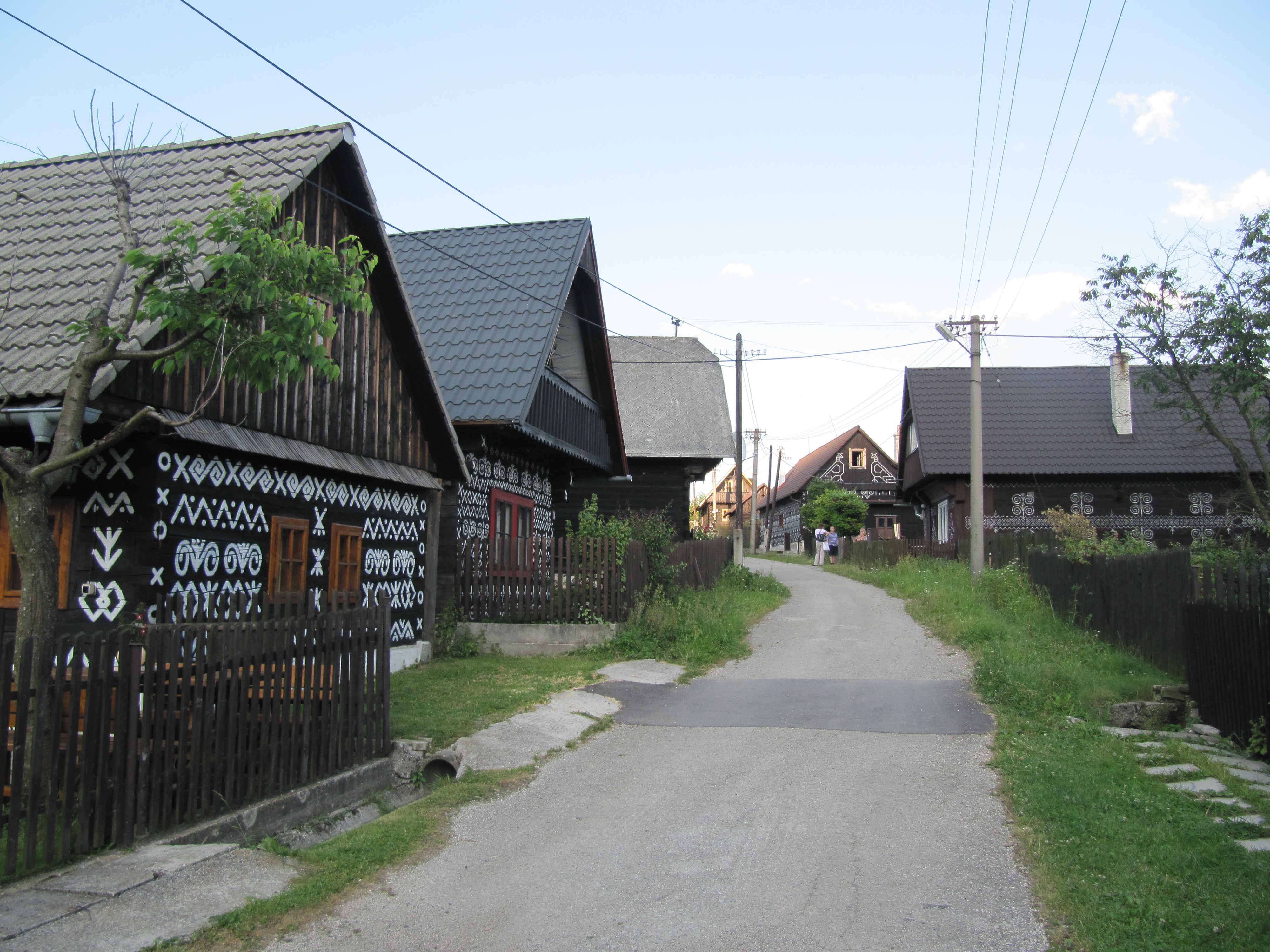
Ulica – widok ogólny
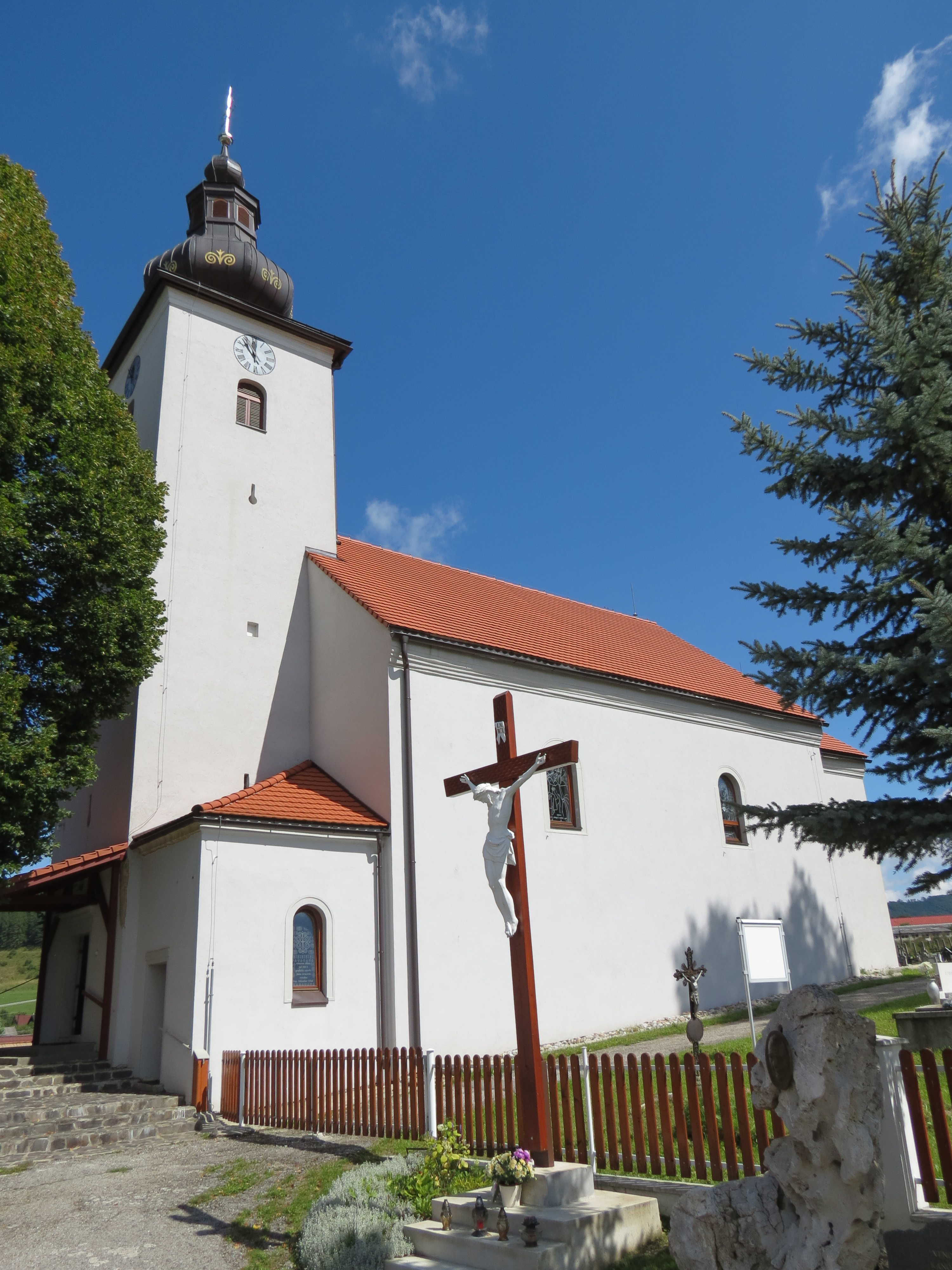
Kościół
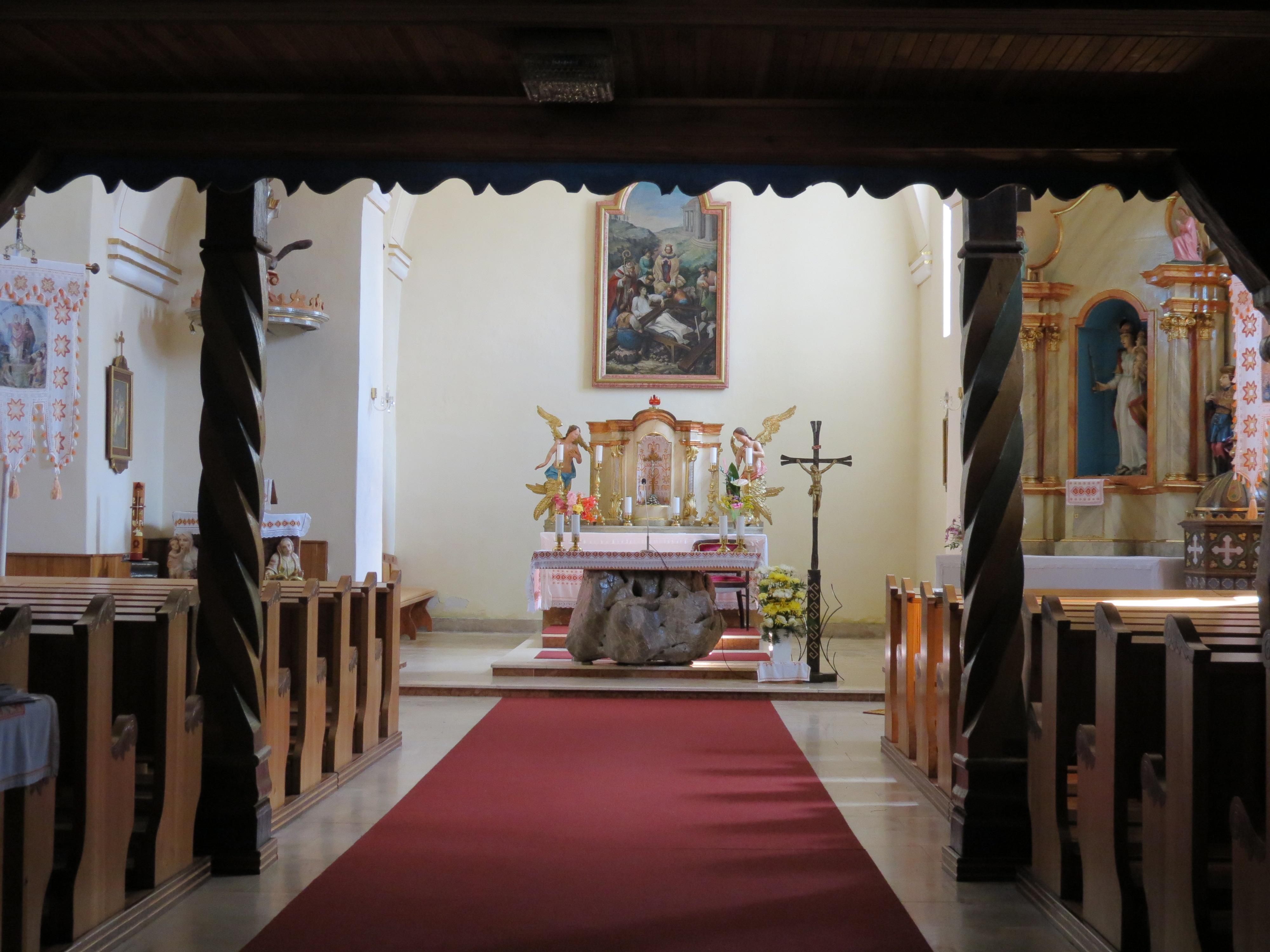
Wnętrze kościoła
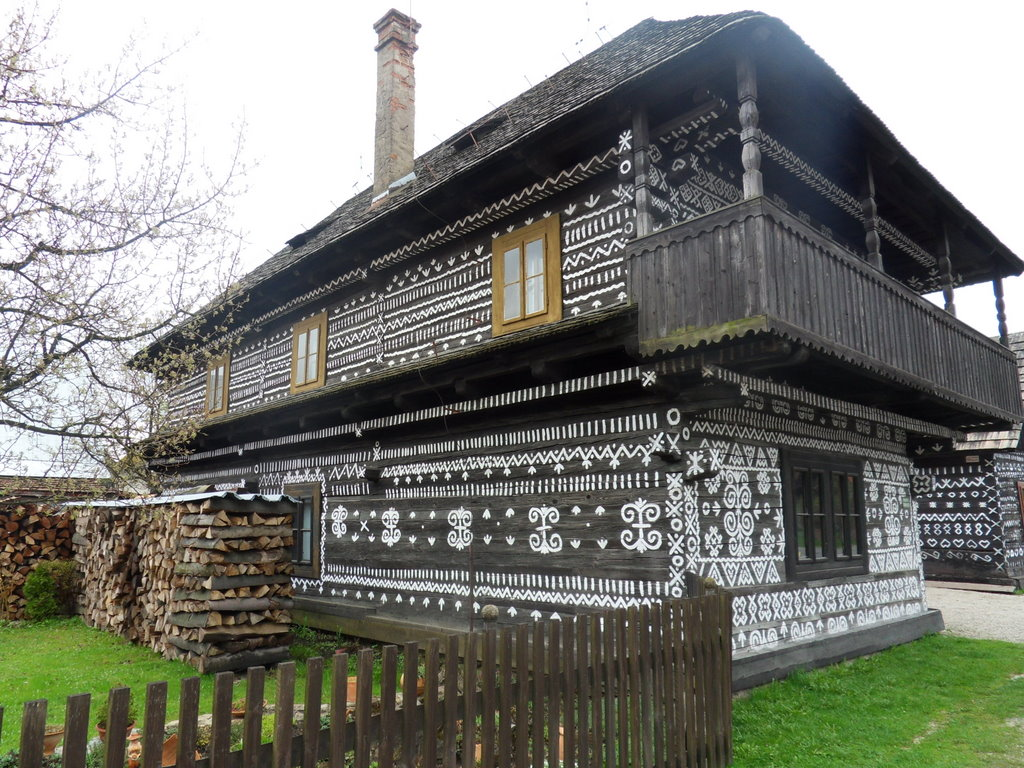
Dom Radenov
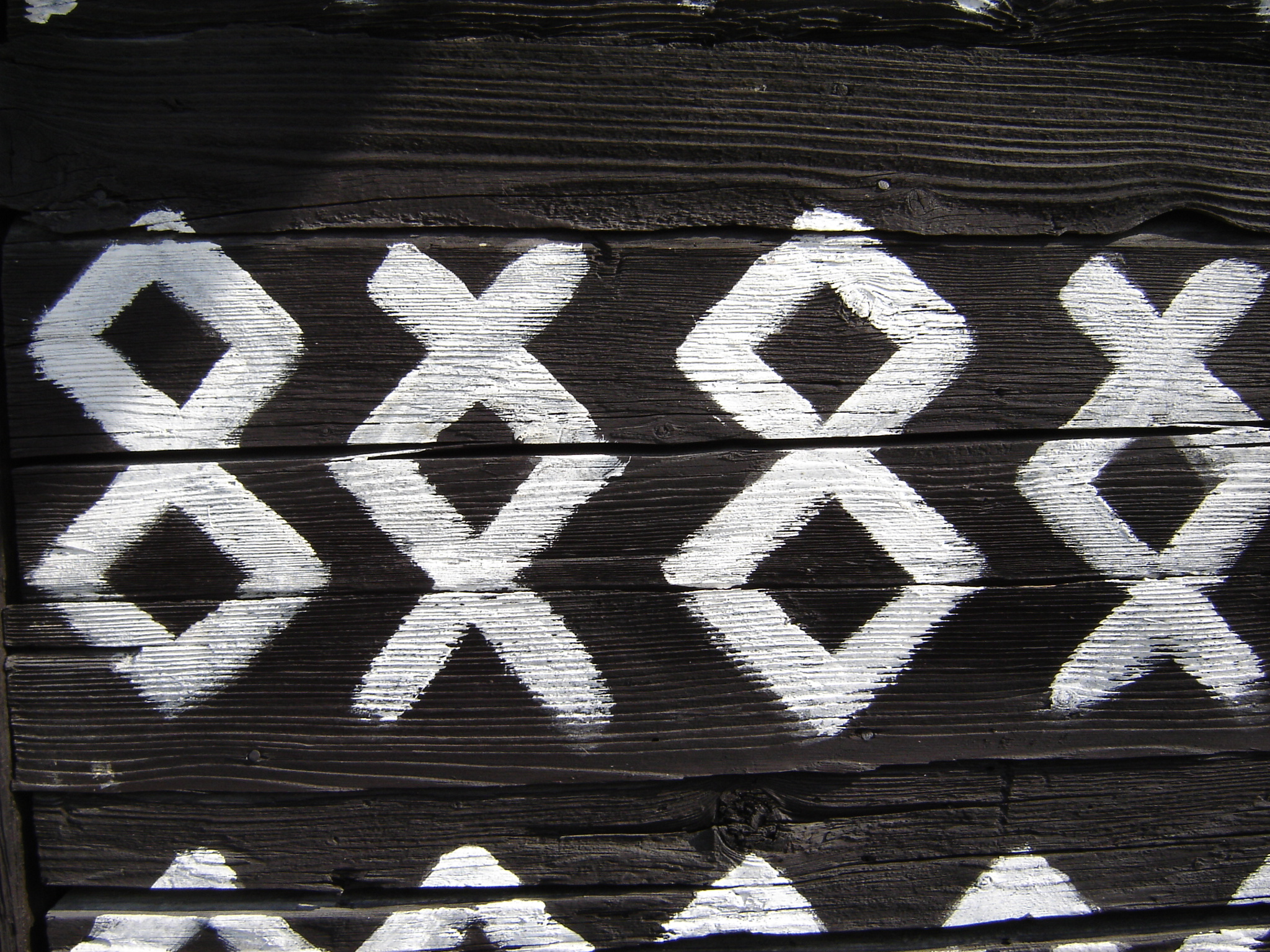
Ornament – detal
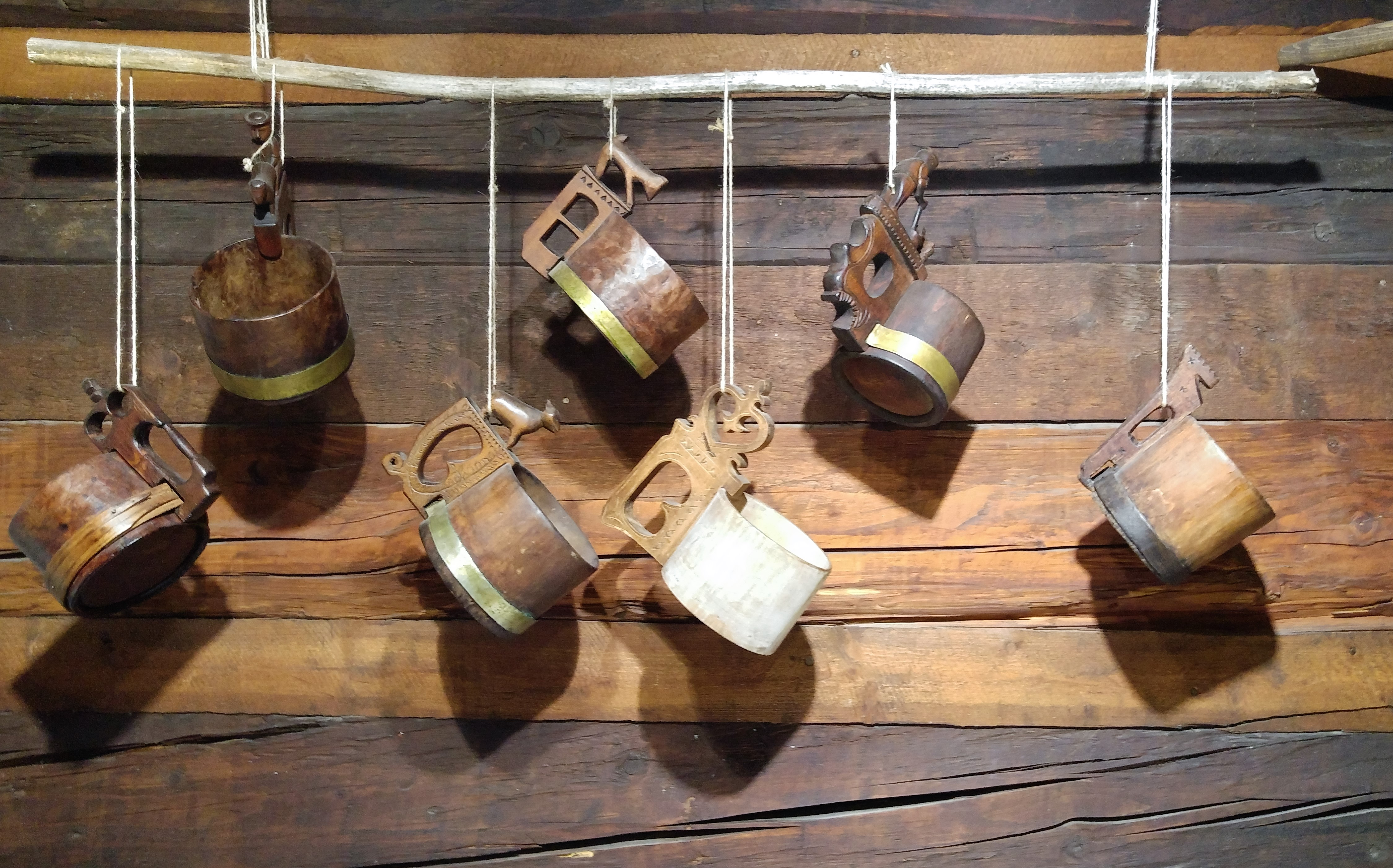
Fragment ekspozycji w lokalnym muzeum
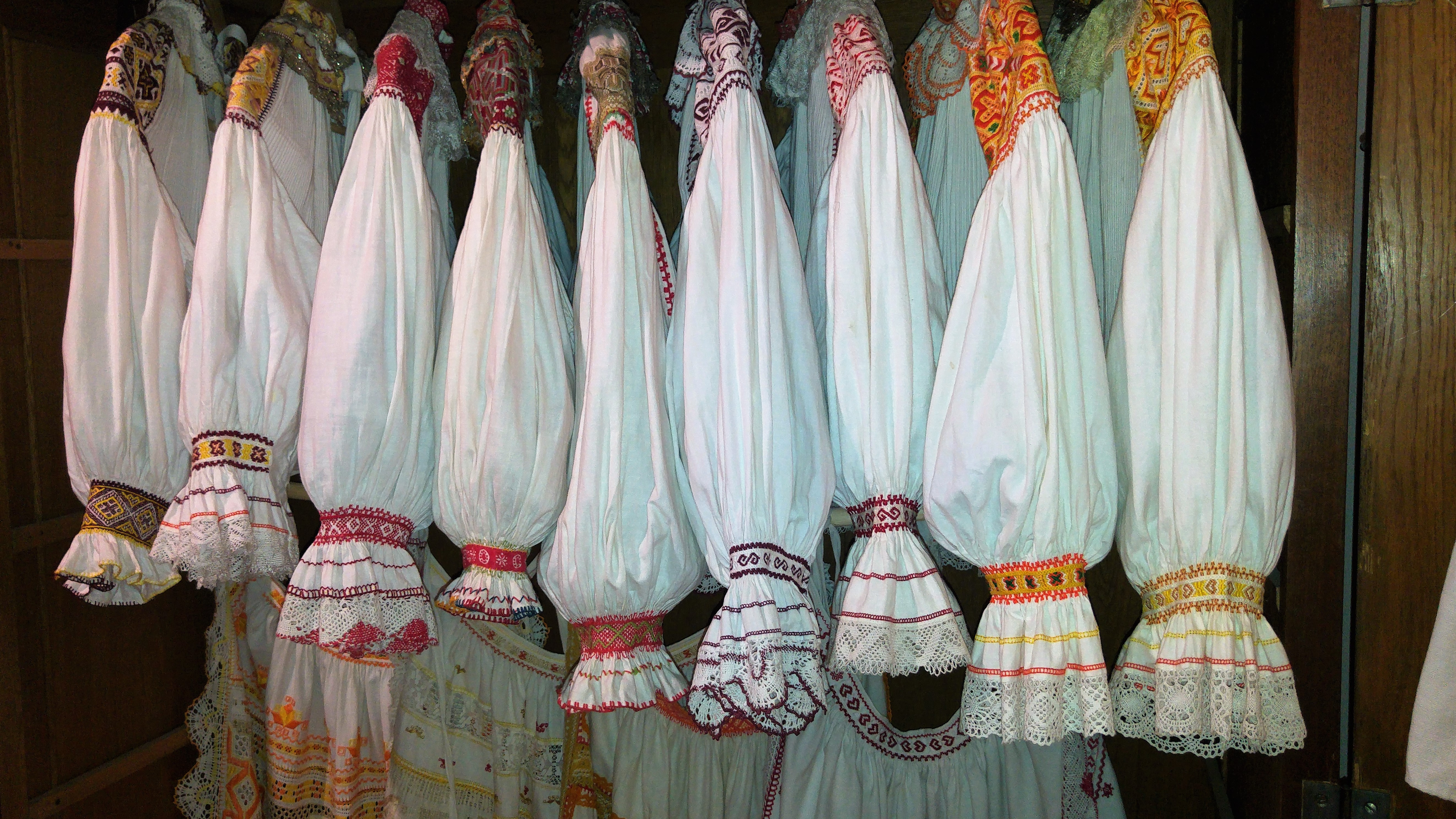
Stroje na wystawie w lokalnym muzeum
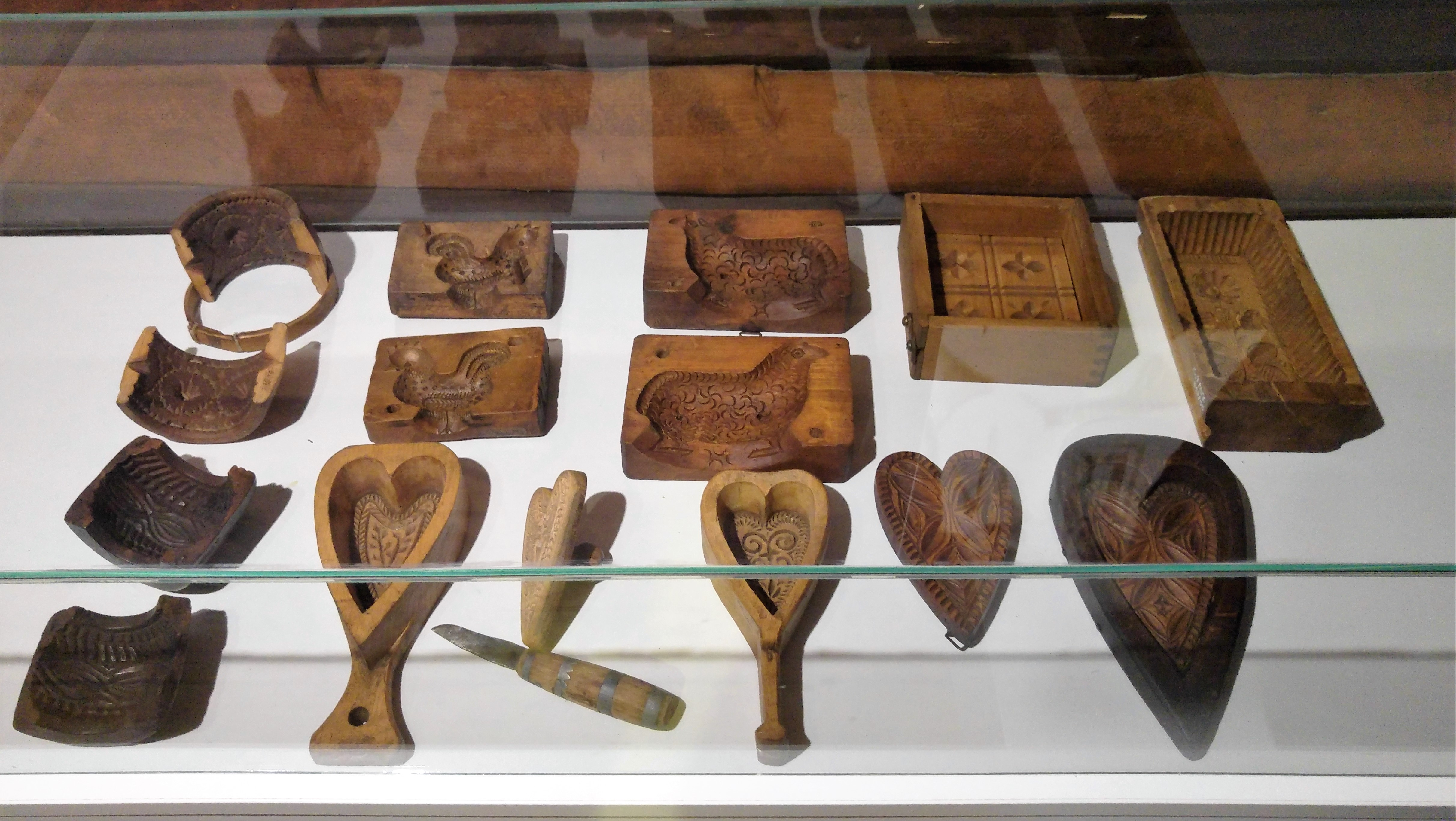
Formy do serów – fragment ekspozycji w  muzeum
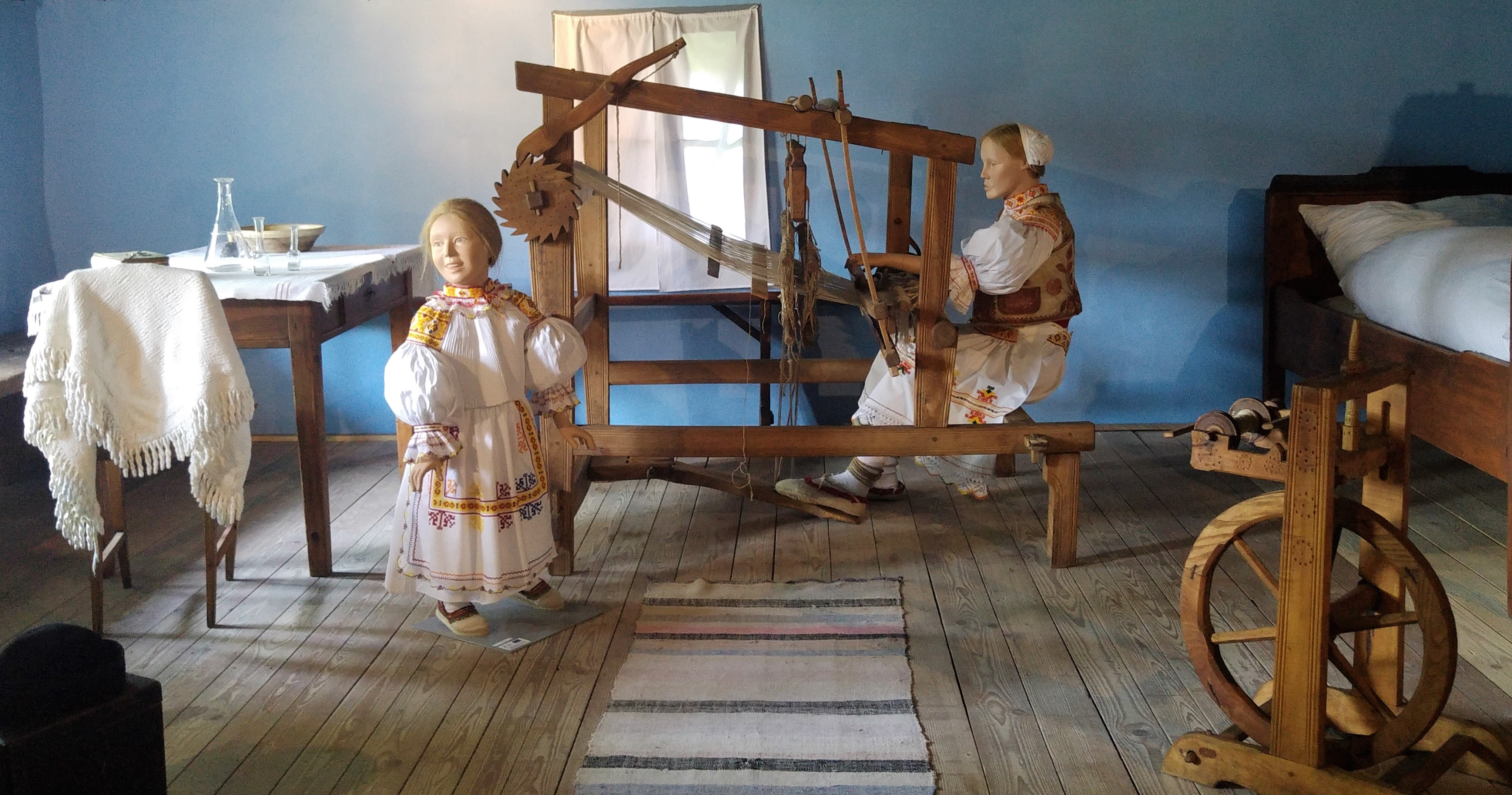
Wnętrze dawnej izby mieszkalnej – ekspozycja w muzeum
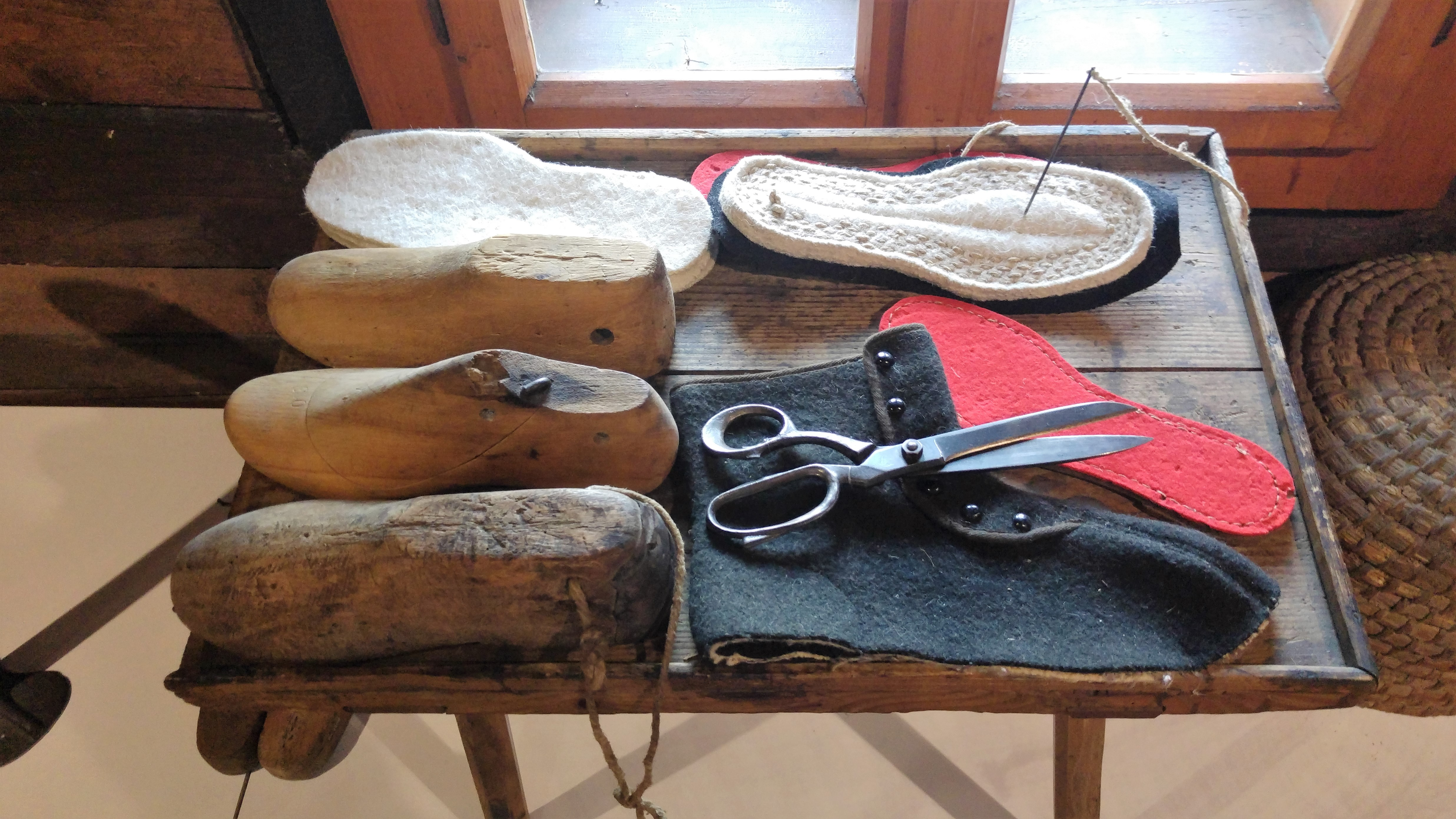
Warsztat szewski – ekspozycja w muzeum
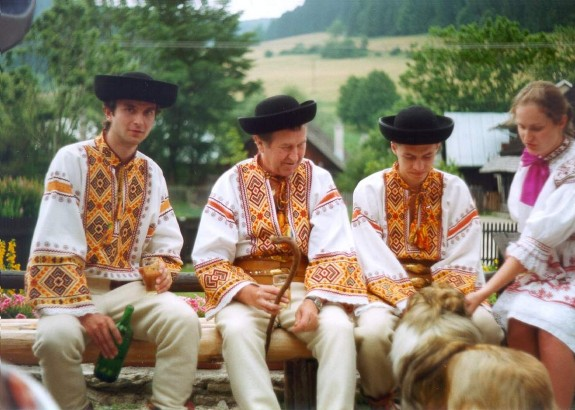
Tradycyjne stroje
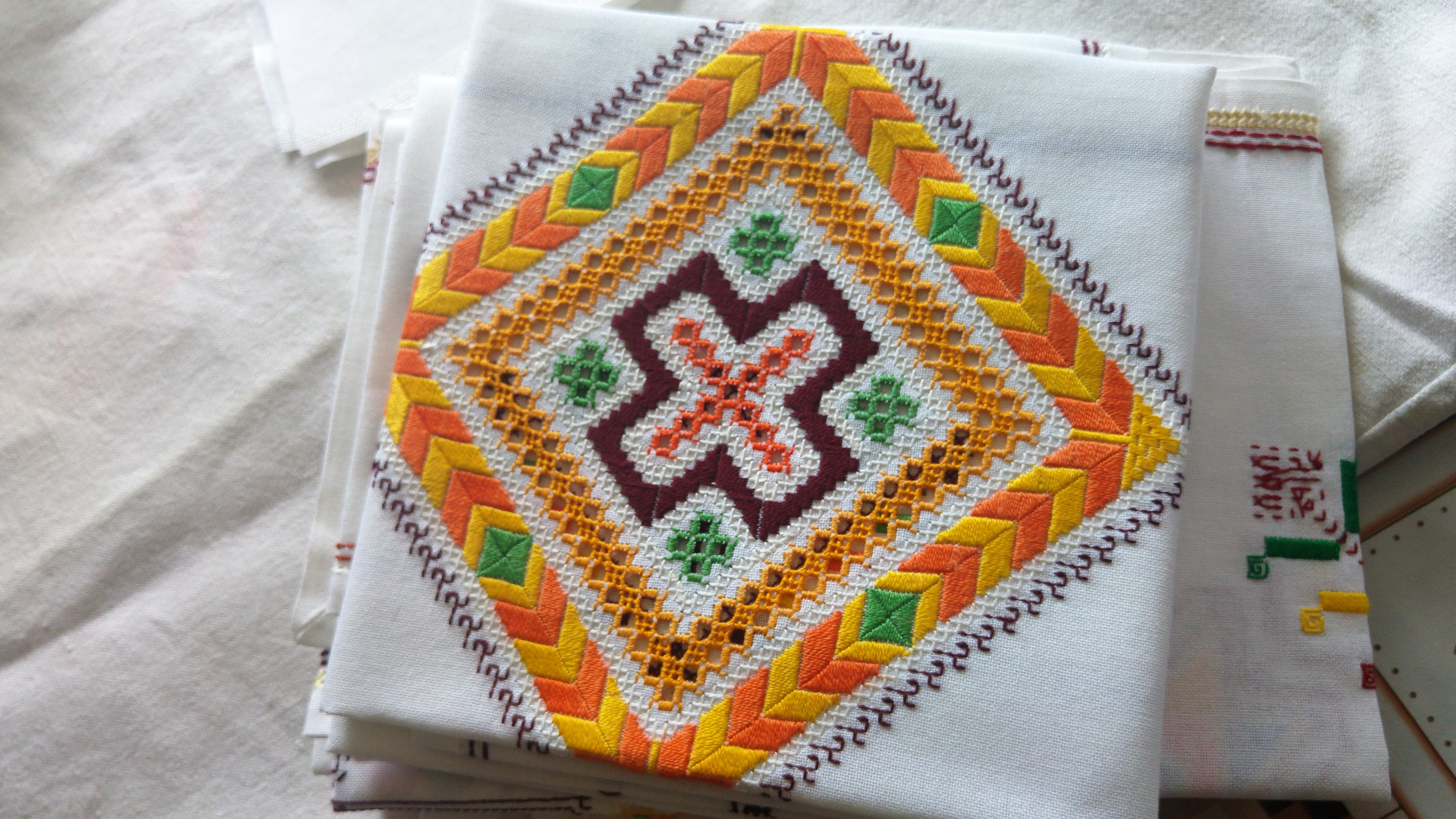
Praca hafciarska Olgi Kotercovej ze wsi Čičmany
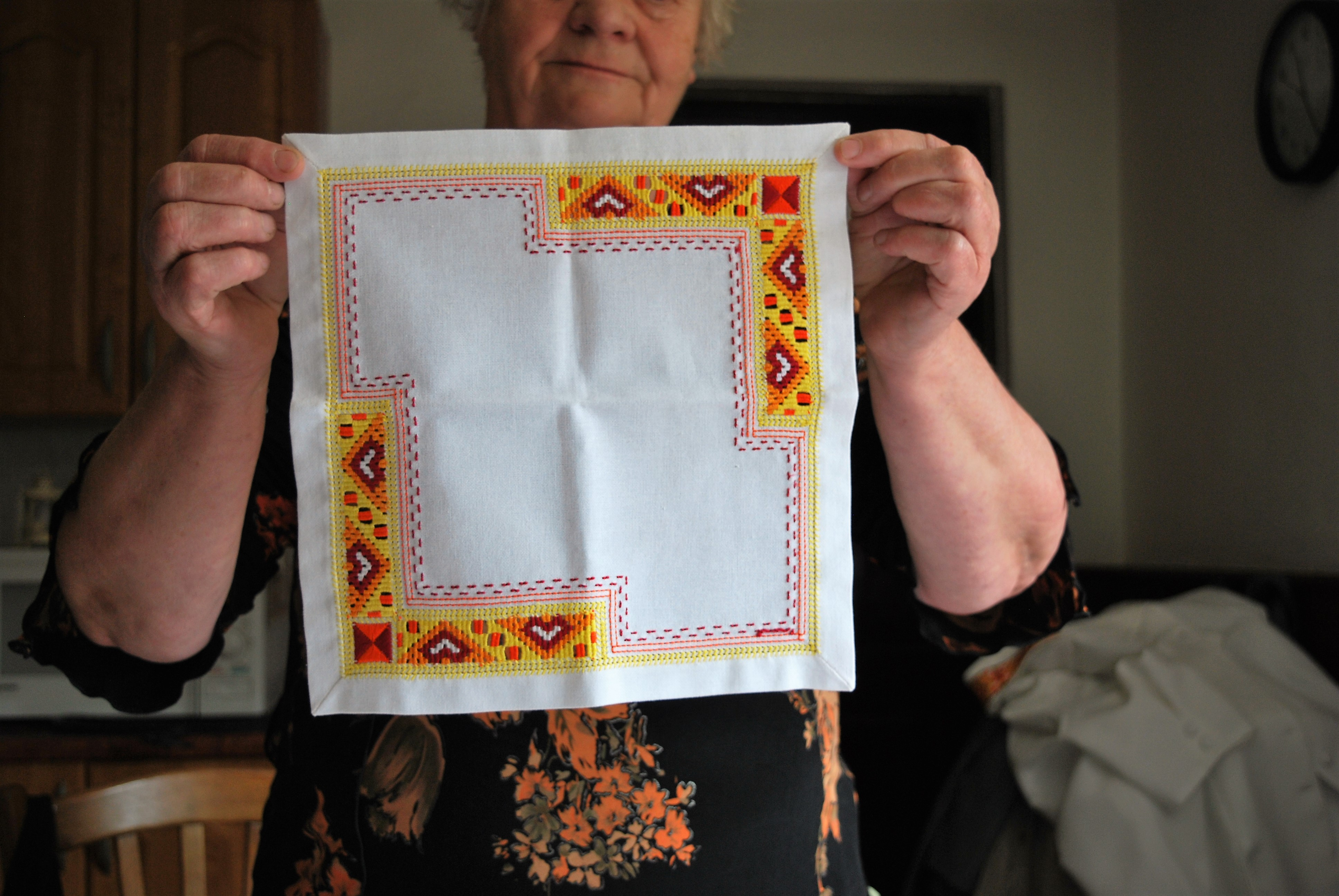
Haft Olgi Kotercovej ze wsi Čičmany na Słowacji